# Västergarns utholme
 Västergarns utholme är ett naturreservat på ön Utholmen i Västergarns socken i Region Gotland på Gotland.
Området är naturskyddat sedan 1990 och är 55 hektar stort. Reservatet består av strandängar och buskvegetation. 